# Abdennour Bidar
Pour les articles homonymes, voir Bidar (homonymie).
Abdennour Bidar, né en 1971 à Clermont-Ferrand, est un philosophe et essayiste français. Figure intellectuelle de  l'islam libéral, il fut membre de l'observatoire de la laïcité et membre du comité consultatif national d’éthique jusqu'en 2025. Depuis 2017, il est membre du Conseil des sages de la laïcité et des valeurs de la République du ministère chargé de l’Éducation nationale. Haut fonctionnaire, il est administrateur de l’Etat, dans une fonction d’inspecteur général de l’éducation nationale. Il est par ailleurs membre, comme chercheur associé, du laboratoire GSRL (Groupe sociétés, religions, laïcités) du CNRS et de l'École pratique des hautes études (EPHE, Paris).

## Biographie
Ancien élève de l'École normale supérieure de Fontenay-Saint-Cloud, Abdennour Bidar est agrégé de philosophie et docteur en philosophie,, après la soutenance d'une thèse intitulée « Mohammed Iqbal : une pédagogie de l'individuation » sous la direction d'Étienne Tassin,. Il enseigne la philosophie en classes préparatoires aux grandes écoles de 2004 à 2012[source secondaire souhaitée]. À compter du 1er décembre 2015, il est nommé Maître de conférences en philosophie à l'ESPE de Lyon (Université Lyon 1)[source secondaire souhaitée]. Il est chercheur associé au Laboratoire GSRL (Groupe Sociétés, Religions, Laïcités) de l'École pratique des hautes études[source insuffisante].
En 2012, il est chargé de mission sur la pédagogie de la laïcité au ministère de l'Éducation nationale et au Haut conseil à l'intégration. Il publie sur le sujet, à La Documentation française, un ouvrage intitulé Pour une pédagogie de la laïcité à l'école[source insuffisante]. Il est nommé le 5 avril 2013 membre de l'Observatoire de la laïcité.  
Outre ses articles dans la presse et les grands médias  publics, il est également rédacteur  pour la revue Esprit. De septembre 2012 à juin 2013, Abdennour Bidar produit et anime l'émission de débat sur le thème du vivre ensemble et de l'identité - Cause commune, tu m'intéresses sur France Inter. Durant l'été 2014, il a été le producteur et le présentateur de l'émission France islam : questions croisées sur France Inter. En janvier 2015, il reprend l'émission Cultures d'islam sur France Culture après la disparition de son créateur Abdelwahab Meddeb, et l'anime jusqu'en avril 2016, date à laquelle Ghaleb Bencheikh lui succède. 
Anne-Bénédicte Hoffner, directrice-adjointe de La Croix le présente comme « méditant engagé » dans un de ses articles. Il souhaite œuvrer avec d'autres pour une « réparation du tissu déchiré du monde », et fonde à cette fin deux associations.
En août 2015, avec la psychologue Inès Weber (Être soi, Gallimard, 2023), il fonde le Sésame, un centre de culture spirituelle non confessionnel, où athées, agnostiques, croyants de toutes confessions peuvent venir partager ensemble leurs grandes questions de sens, et se nourrir aux héritages des traditions de sagesses — philosophique, mythologique, religieuse, mystique, poétique — d'Orient et d’Occident. Le Sésame a d'abord proposé des rencontres (conférences, concerts, temps de silence) à Paris. Puis il a proposé des sessions d'enseignement et des retraites spirituelles dans une grande maison en Provence ouverte toute l'année. Installé en Drôme depuis 2024, le Sésame poursuit ses activités d'accueil et d'enseignement, et se définit aujourd'hui comme une école de vie spirituelle libre et fraternelle, qui propose :  
-deux temps de silence quotidien, matin et soir, pendant lesquels chacun, dans le respect de tous, pratique l'exercice spirituel qui est le sien (méditation, prière, invocation, lecture, etc.); 
-des sessions d'étude, en présentiel et en ligne, consacrées à la transmission de ce que les différentes sagesses du monde ont de plus universel, essentiel, et actuel; 
-la rencontre de personnes de toutes identités, croyances et convictions, qui permet à chacun de cultiver son esprit d'ouverture et une attitude de paix, par la prise de conscience d'un partage d'humanité au-delà des différences.  
En 2016, Abdennour Bidar fonde Fraternité Générale !, un mouvement pour la fraternité, à travers des actions culturelles, sportives et citoyennes  avec Fabienne Servan-Schreiber. 
En février 2016, il est nommé membre du conseil scientifique de la Délégation interministérielle à la lutte contre le racisme et l'antisémitisme (DILCRA), présidé par Dominique Schnapper. Il fut aussi membre du Comité consultatif national d'éthique, et est toujours membre du Conseil des sages de la laïcité.

## Ouvrages
De tradition soufie, il est spécialiste de la pensée et de la spiritualité de l'islam, et des évolutions de la vie spirituelle dans le monde contemporain.  
Ses ouvrages Un islam pour notre temps (2004), Self Islam, Histoire d'un islam personnel (2006), L'islam sans soumission (2008), Lettre ouverte au monde musulman (2015), L'islam spirituel de Mohammed Iqbal (2017), Les cinq piliers de l'islam et leur sens initiatique (2023) font de lui une des figures de l'islam libéral. Son ouvrage de 2017 sur Mohammed Iqbal (1877-1938) ainsi que sa thèse de doctorat sont consacrés à l’œuvre de ce penseur musulman de l'époque moderne, dont il traduit également et publie en 2020 le principal ouvrage philosophique, dans la Bibliothèque des Idées (Gallimard), intitulé La reconstruction de la pensée religieuse en islam.  
Dans la veine humaniste et engagée de ses ouvrages Histoire de l'humanisme en Occident (2014), Plaidoyer pour la fraternité (2015), et Quelles valeurs partager et transmettre aujourd'hui (2016), son ouvrage Les Tisserands est consacré à la mise en lumière de l'importance du triple lien - à soi, aux autres et à la nature - comme vital pour grandir en humanité. Dédié à celles et ceux qui « réparent le tissu déchiré du monde », il reçoit en 2016 le prix de l'Essai de l'année du magazine L’Express.

## Accueil critique
Abdennour Bidar est critiqué en 2015 par Pierre Tevanian et Alain Gresh en 2012 pour essentialiser l'islam, la culture et la civilisation musulmanes, une critique infondée et inacceptable selon Pascal Bruckner qui estime en 2017 que ce sont des propos d’agitateurs en quête d’une cause.
Pour le chercheur Mohammed Hashas, l'œuvre de Bidar est peut-être la première tentative d'esquisser de manière innovante un cadre théorique pour la pensée islamique européenne qui ne soit ni eurocentrique ni islamocentrique au sens classique du terme. À travers une approche théosophique, Bidar tente de réunir les deux visions du monde dans un véritable effort de théologien-philosophe. Son projet [consiste] en trois concepts de base : l'auto-islam, l'existentialisme islamique et le dépassement de la religion.
Pour la professeur Nadia Kiwan, dans ses essais et ses interventions, Abdennour Bidar tente d'esquisser les contours de ce qu'il appelle un existentialisme musulman du XXIe siècle ;  il peut être considéré comme un médiateur culturel qui cherche à confronter de manière productive les concepts occidentaux et non-occidentaux de religion, de spiritualité, de modernité et d'humanisme.

## Distinctions
- Chevalier de l'ordre national du Mérite (le 20 novembre 2015)[30].
- Chevalier de l'ordre des Palmes académiques (le 17 juillet 2018).

## Publications

### Ouvrages
- Un islam pour notre temps, Paris, Éditions du Seuil, coll. « La couleur des idées », 2004, 120 p. réédition en Points Essais, 2017, présentation en ligne
- Self islam, Histoire d'un islam personnel, Éditions du Seuil, collection "Non conforme", 2006, réédition en Points Essais, 2016, présentation en ligne
- L'islam sans soumission : Pour un existentialisme musulman, Paris, éd. Albin Michel, coll. « L'islam des lumières », 2008, rééd. en livre de poche, 2012, 288 p. (ISBN 978-2226183033).
- L'islam face à la mort de Dieu : Actualité de Mohammed Iqbal, Paris, Éditions François Bourin, coll. « L'Actualité », 2010, 320 p.; Réédition, L'Islam spirituel de Mohammed Iqbal, Paris, éditions Albin Michel, coll. « Spiritualités vivantes », septembre 2017, 352 p. (ISBN 978-2-226-32704-8, présentation en ligne).
- Comment sortir de la religion, Paris, éd. La Découverte, coll. « Les Empêcheurs de penser en rond », avril 2012, 237 p. (ISBN 978-2-35925040-4, présentation en ligne).
- Abdennour Bidar (préf. Vincent Peillon), Pour une pédagogie de la laïcité à l'école, Paris, La Documentation française, 2012, 142 p. (ISBN 978-2-11-009215-1, lire en ligne [PDF]).
- Histoire de l'humanisme en Occident, Paris, éd. Armand Colin, coll. « Le temps des idées », août 2014, 288 p. (ISBN 978-2-200-29446-5, présentation en ligne), réédition collection EKHO, Dunod, 2021 ; traduction en arabe, National Center for translation, Cairo, Egypt, 2021, présentation en ligne
- Plaidoyer pour la fraternité, Paris, éd. Albin Michel, février 2015, 112 p. (ISBN 978-2-226-31621-9, présentation en ligne).
- Lettre ouverte au monde musulman, Paris, éd. Les liens qui libèrent, avril 2015, 64 p. (ISBN 979-10-209-0267-2, présentation en ligne) ; traduction en italien, Lettera aperta al mondo musulmano , prefazione di Paolo Branca (Università Cattolica de Milan), Ibis, Como Pavia, 2015, présentation en ligne ; traduction en allemand, Offener Brief an die muslimische Welt, Le crieur public, Hambourg, 2016, présentation en ligne ; traduction en japonais, in Spirituality Beyond Secularism, Dialogue with a French Muslim Philosopher, Kiyonobu Date and Abdennour Bidar, Editors University of Tokyo Press, 2021, présentation en ligne
- Les rencontres de la laïcité : laïcité et religion dans la France d'aujourd'hui, éd. Éditions Privat, mai 2016, 124 p. (ISBN 978-2-7089-5641-4, présentation en ligne).
- Les Tisserands : Réparer ensemble le tissu déchiré du monde, Paris, éd. Les liens qui libèrent, mai 2016, 192 p. (ISBN 979-10-209-0396-9, présentation en ligne).
- Quelles valeurs partager et transmettre aujourd'hui ?, Paris, Éditions Albin Michel, septembre 2016, 272 p. (ISBN 2-226-32623-5, présentation en ligne).
- L'Islam spirituel de Mohammed Iqbal, Paris, collection Spiritualités Vivantes, Éditions Albin Michel, septembre 2017, 344 p. (ISBN 978-2-226-32704-8).
- Libérons-nous ! Des chaînes du travail et de la consommation. Éditions Les liens qui libèrent, mai 2018   (ISBN 979-10-209-0614-4); traduction en espagnol, Democracia en peligro, Editorial Popular, 2025
- Traduction, présentation et notes de l’ouvrage The Reconstruction of Religious Thought in Islam, de Muhammad Iqbal : The Reconstruction of Religious Thought in Islam, Mohammed Iqbal, NRF, Gallimard, Paris, 2020, présentation en ligne
- Révolution spirituelle !, Éditions Almora, février 2021, présentation en ligne
- Génie de la France, Paris, Éditions Albin Michel, 25 août 2021, 208 p. (ISBN 978-2-226-46445-3, présentation en ligne)[31].
- Démocratie en danger, 10 questions sur la crise sanitaire et ses conséquences, Éditions Les Liens qui Libèrent, collection Interventions, mai 2022, présentation en ligne; traduction en espagnol, Liberemonos ! De las cadenas Del trabajo y Del consumo, Editorial Popular, 2025
- Grandir en humanité, Libres propos sur l'école et l'éducation, dialogue entre Abdennour Bidar et Philippe Meirieu, Editions Autrement, septembre 2022, présentation en ligne
- Les cinq piliers de l'islam et leur sens initiatique, Paris, collection Spiritualités Vivantes, Éditions Albin Michel, mars 2023, 256 p., présentation en ligne
- Préface de l’ouvrage Le Livre de l'Eternité, de Muhammad Iqbal, traduit du Persan par Eva Vitray-Meyerovitch, Mohammad Mokri, Éditions Libretto, Paris, Novembre 2023, 208 p., présentation en ligne
- Préface de l'ouvrage Soufisme et unité mystique des religions, Au confluent des eaux, Pir Zia Inayat Khan, traduit par Yves Saint-Pierre, L'Harmattan, 2024[32]

### Participations à des ouvrages collectifs
- Islam after Liberalism, dirigé par Zaheer Kazmi and Faisal Devji (Oxford University), Hurst and Co. (London) and Oxford University Press (New York), 2017 : “A new deal between mankind and its gods”, pages 105-124, présentation en ligne

- Islam des Lumières, L'illuminismo spirituale del terzo millennio :, dirigé par Alessandra Luciano (Université de Turin), Rosenberg&Sellier, Turin, 2017 : « Libertà personale e critica storica: principi dell’Islam des Lumières di Abdennour Bidar », pages 71-88, présentation en ligne

- La civilisation arabo-musulmane au miroir de l’universel, Perspectives philosophiques, Section philosophie et démocratie, UNESCO 2010 : « Dieu et les mondes », « Quels usages de la raison pour la connaissance et la conduite spirituelles »; L’éducation, sens et essence »; « Mohammad Iqbal »; « Les grandes figures : Al Afghani, Muhammad Abduh et Al Kawakibi », présentation en ligne

- Sagesses pour notre temps, sous la direction de Frédéric Lenoir et Leili Anvar, Albin Michel/France Culture, 2016, pages 85-112 : "La sacralisation du quotidien", présentation en ligne

- Écouter contempler s'émerveiller, Paroles de sages, sous la direction de Federico Dainin Jôkô Procopio, Hachette, 2019 : "Ego", "Homme", "Transmettre" présentation en ligne
- Esprit critique, Outils et méthodes pour le second degré, Dirigé par Gérald Attali, Abdennour Bidar, Denis Caroti, Rodrigue Coutouly, collection Agir, Éditeur Réseau Canopé, 2019[33]
- L'éthique à l'école, Quels enjeux, quels défis ?, sous la direction de Christophe Marsollier, Berger-Levrault, 2020, pages 69-85 : "la responsabilité pérenne et actuelle de l'école d'éveiller au "sentiment d'être obligé" et à la "capacité de préférence raisonnable", présentation en ligne
- Reproductive Technologies in Islamic Contexts : Bioethics and Women's Rights Issues, Comparative Approach, Editors Nouzha Guessous & Henk ten Have, ESKA Publishing, 08/2024 - Part I, Chapter 3, Abdennour Bidar (France), "The philosophical and spiritual resources of Islam facing the great contemporary challenges of bioethics"
- Pourquoi a-t-on besoin de donner un sens à sa vie ?, sous la direction de Stéphane Breton, collection Monde en cours, Editions de l'Aube, août 2024 - Abdennour Bidar, "Lumière sur lumière"[34]
- Protestantisme et Islam, Regards croisés XVIe-XXIe siècles, sous la direction de Anna Van de Kerchove, Mohammad Ali Amir-Moezzi, Pierre-Olivier Léchot, Brepols, Abdennour Bidar, "Mohammed Iqbal, Luther de l'islam ? Sens et limites d'une analogie"